# Tổ khúc (Mozart)
Tổ khúc cung Đô trưởng, K. 399/385i là bản tổ khúc duy nhất của nhà soạn nhạc thiên tài người Áo Wolfgang Amadeus Mozart. Đây là tổ khúc dành cho piano. Tác phẩm này được sáng tác vào năm 1782. Tác phẩm gồm có 3 chương: 
- Ouverture (Grave - Allegro)
- Allemande (Andante)
- Courante (Allegretto)